# Ariel Rotter
Ariel Rotter (né en 1973 à Buenos Aires) est un réalisateur argentin.

## Filmographie partielle
- 2001 : Sólo por hoy
- 2007 : El otro
- 2015 : Un homme charmant (La luz incidente)
- 2023 : Un pájaro azul